# Magirus-Deutz

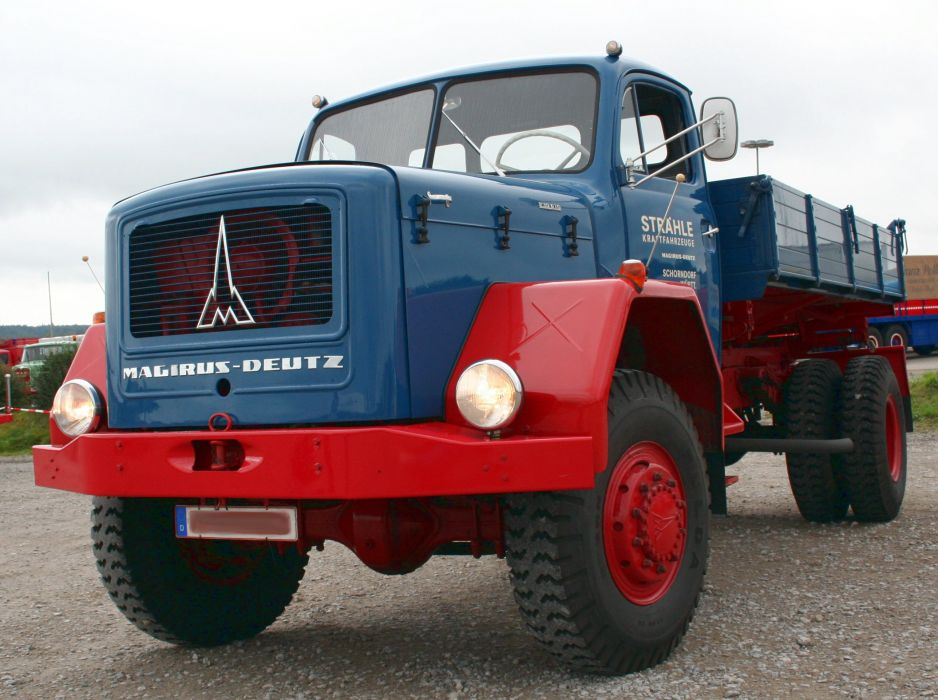
Magirus-Deutz 230

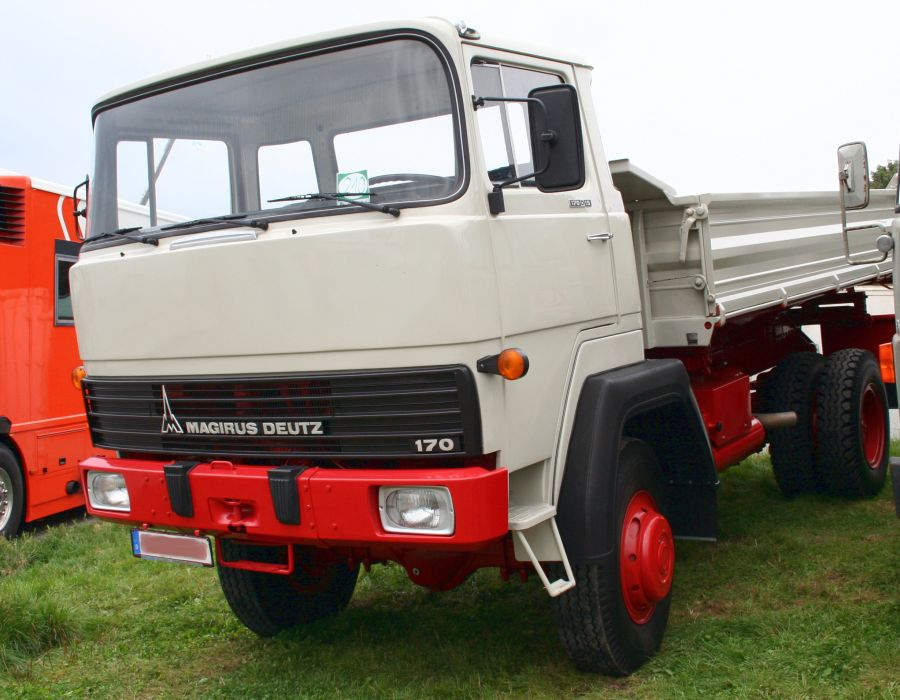
Magirus-Deutz 170

Magirus-Deutz är ett buss- och lastbilsmärke för Klöckner-Humboldt-Deutz AG. Magirus-Deutz har sitt ursprung i Magirus. Märket försvann i samband med att Klöckner-Humboldt-Deutz AG 1974-1975 slog samman sin lastbilstillverkning med Fiat och bildade Iveco.